# Andrés Chadwick
Andrés Pío Bernardino Chadwick Piñera (nascido em 2 de janeiro de 1956) é um advogado e político chileno de direita, filiado do partido União Democrática Independente (UDI). Foi eleito deputado em 1989 e reeleito em 1993. Em 1997, foi eleito senador pela 9.ª Circunscrição da VI Região do Libertador General Bernardo O'Higgins, cargo no qual foi reeleito em 2005. Em 18 de julho de 2011, tornou-se ministro Secretário de Governo. Ocupou o cargo de ministro do Interior em 5 de novembro de 2012, com término de mandato em 11 de março de 2014.